# Словарь языка Пушкина
«Словарь языка Пушкина» содержит комментированный алфавитный перечень всех слов, использованных А. С. Пушкиным в своих произведениях. Словарь разработан на основе текстов, зафиксированных в большом академическом собрании сочинений и включает в себя свыше 21 000 слов.
Филолог С. Н. Борунова, участвовавшая в подготовке второго издания словаря, писала: «Это первый полный словарь языка писателя и одновременно культурно-исторический словарь пушкинского времени и предшествующей эпохи». Фундаментальность издания, признанная в практике российской авторской лексикографии, сохранила за ним роль важного инструмента научного исследования не только творчества Пушкина, но и истории русского литературного языка современной автору эпохи.

## История создания

### Начало писательской лексикографии в России
Языковед-славист П. С. Билярский, собиравший материалы для биографии М. В. Ломоносова, в 1863 году обратился в Министерство народного просвещения за содействием в создании словаря произведений учёного, но его предложение не было поддержано.
Возникновение авторской лексикографии в России относят к последней четверти XIX века, когда в 1883 году в девятый том собрания сочинений Г. Р. Державина был включён составленный академиком Я. К. Гротом «Словарь к стихотворениям Державина».

### Первопроходцы создания Пушкинского словаря

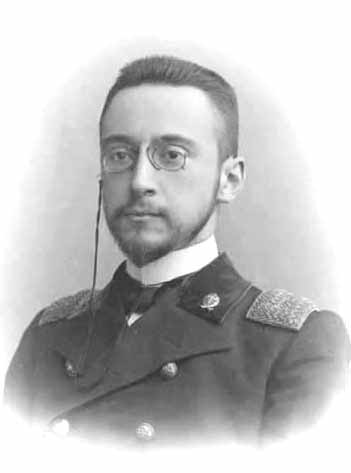
В. Ф. Саводник — историк русской литературы XIX века

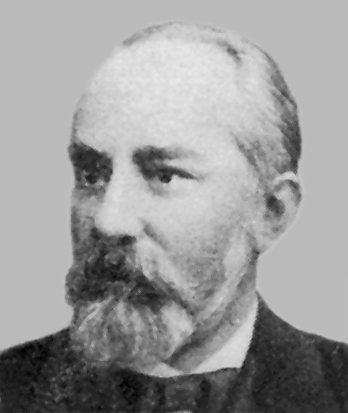
А. И. Соболевский — лингвист, историк русского языка

Первые предложения начать изучение словарного запаса А. С. Пушкина были связаны с подготовкой к столетию со дня его рождения. Адвокат и литератор, князь А. И. Урусов в декабре 1898 года по поводу предстоящего юбилея писал в «Биржевых ведомостях», что для изучения творчества гениального поэта необходимо знать его словарный запас — «как материал его мыслей» и, ссылаясь на известные к тому времени английские специальные словари Шекспира и Шелли, заключал: «Следовало бы предпринять ту же работу для Пушкина». 1 февраля 1899 года А. П. Чехов написал Урусову: «Я читаю газеты, читаю про словарь Пушкина и, конечно, завидую тем, кто помогает Вам».
Лингвист С. И. Гиндин, изучавший проблему приоритета возникновения замысла создания Пушкинского словаря, установил, что, незадолго до публикации Урусовым заметки в «Биржевых ведомостях», над планами его составления уже работали поэты В. Я. Брюсов и К. Д. Бальмонт с женой Е. А. Бальмонт, заручившиеся поддержкой компетентного филолога и языковеда А. А. Шахматова. В 1899 году Отделение русского языка и словесности Академии наук даже выделило Бальмонту 200 рублей на расходы для начального этапа их деятельности, но в декабре того же года работы над словарём были прерваны.
В 1901—1905 годах собиратель русского народного фольклора, филолог В. А. Водарский начал публиковать в Воронеже «Материалы для словаря Пушкинского прозаического языка», но работа осталась незавершённой.
В 1904 году с планом составления пушкинского словаря в Обществе любителей российской словесности при Московском университете выступил историк русской словесности, профессор В. Ф. Саводник, подчеркнувший, что словарь позволит исследователям «установить все индивидуальные особенности языка [Пушкина], излюбленные им обороты, идиоматические выражения».
28 января 1905 года на совместном заседании Отделения русского языка и словесности и Разряда изящной словесности по предложению президента Академии наук великого князя Константина Константиновича академику А. И. Соболевскому была поручена «безотлагательная» разработка плана Пушкинского словаря. План был обсуждён уже 3 февраля того же года, но было принято решение: «Начало работ по предполагаемому Пушкинскому словарю отложить до выхода II тома сочинений Пушкина … и I тома переписки…».

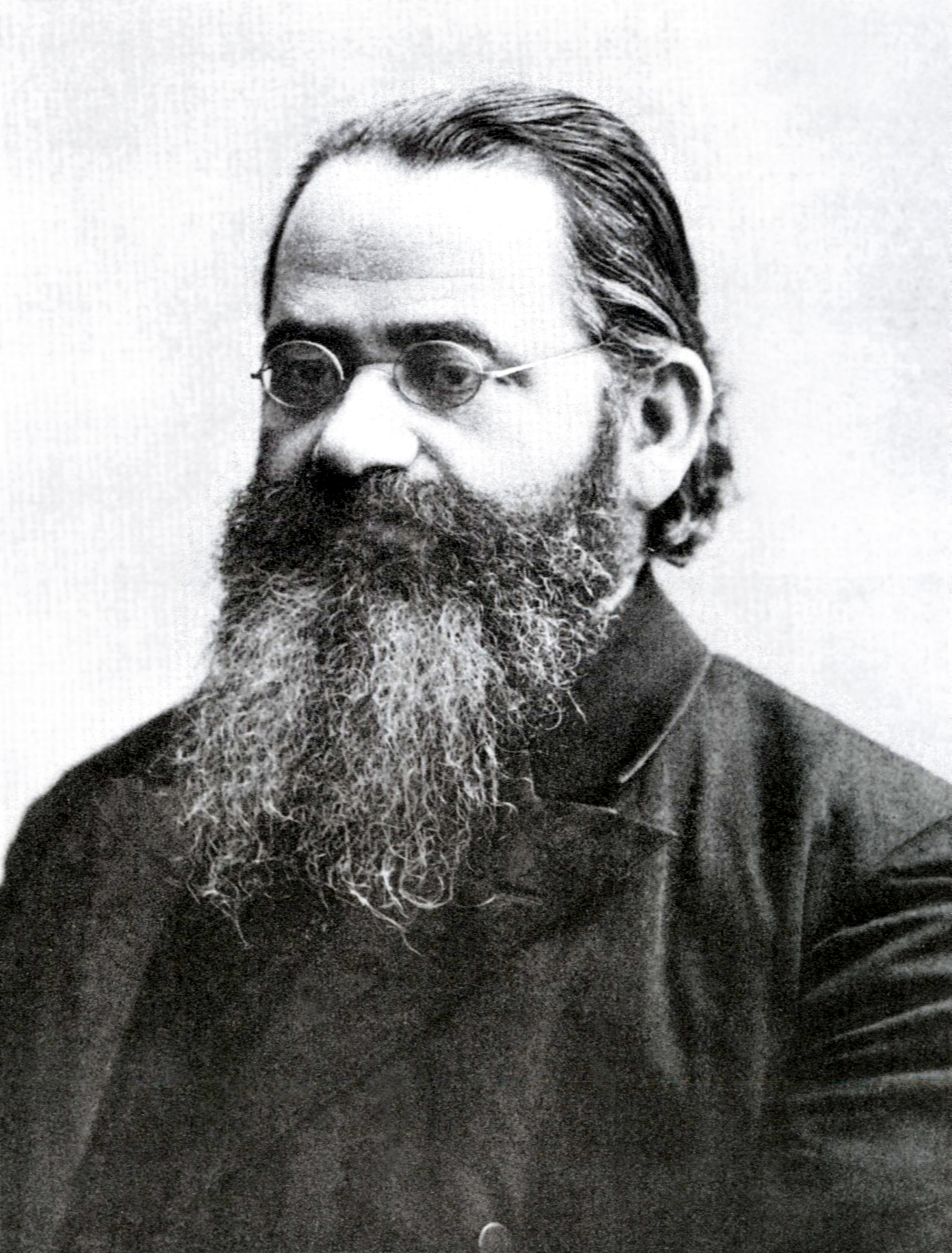
С. А. Венгеров — инициатор составления картотеки языка Пушкина

В 1908 году о составлении словаря поэтического языка Пушкина задумался руководитель Пушкинского семинария при Петербургском университете С. А. Венгеров, программа работы над которым была опубликована в 1911 году. В связи со смертью профессора Венгерова в 1920 году работы были прекращены, а уже составленная часть словарных карточек передана ленинградскому институту книговедения.

### Подготовка к изданию
Приближение столетней годовщины смерти А. С. Пушкина вновь обратило внимание пушкиноведов и лингвистов на необходимость издания словаря его языка. Инициативная группа в составе С. И. Бернштейна, С. М. Бонди, В. В. Виноградова, Г. О. Винокура и М. А. Цявловского в октябре 1933 года обсудила принципы работы над словарём, анонс которой был опубликован в 1934 году. Начатая в 1938 году при музее А. С. Пушкина Института мировой литературы АН СССР им. А. М. Горького работа группы филологов под руководством профессора Г. О. Винокура была прервана войной и возобновилась в 1945 году уже в Институте русского языка АН СССР.
В июне 1945 года Г. О. Винокур в докладе «О словаре языка Пушкина» определил основную цель издания как создание научно разработанного пособия для изучения истории русского языка и творчества поэта в фактах, «засвидетельствованных произведениями Пушкина».
Достижение сформулированной цели было обусловлено принципами, положенными Г. О. Винокуром в основу организации работы над словарём:
- максимальная полнота включённого в исследование лексического материала из текстов Пушкина;
- обоснованность ограничений в использовании авторских текстов с целью ограничения объёма и сроков составления словаря;
- использование в качестве основы словаря текстов и орфографии последнего научно выверенного 16-томного академического издания собрания сочинений Пушкина, как вышедших томов, так и уже свёрстанных для печати издательских листов[~ 4];
- структурирование словаря, как лингвистически препарированного справочника, который бы фиксировал в алфавитном порядке все слова основного текста собрания сочинений, факты применения каждого слова в произведениях с указанием основных их значений, грамматических форм, подобранных примеров и ссылок на все места их использования[17].

Задачей подготовительного этапа работы над словарём стало составление картотеки, регистрирующей все случаи словоупотребления, сначала для каждого из произведений или из циклов, выверка и исправление ошибок в карточках, а затем слияние отдельных картотек в сводную — основу окончательного словарного текста.
В 1947 году после смерти Г. О. Винокура словарную группу возглавил В. Н. Сидоров, а общее руководство изданием словаря было возложено на В. В. Виноградова. К 1949 году был детально проработан проект составления лингвистического словаря языка писателя.

### В ходе идеологической кампании 1947—1950 годов
Период подготовки издания совпал по времени с идеологическими обвинениями ведущих советских лингвистов в следовании «идеалистическим» традициям языкознания. В 1948 году в ЦК ВКП(б) была передана секретная докладная записка о состоянии и задачах советского языковедения, подписанная шестнадцатью членами ВКП(б) — ленинградскими филологами, сторонниками «материалистического» учения о языке академика Н. Я. Марра. Отдавая должное значимости реализуемых языковедческих проектов, в том числе, и «Словаря языка Пушкина», инициаторы докладной записки считали, что идеалистическое направление «грозит нанести огромный ущерб делу дальнейшего изучения русской речи». Среди учёных, отстаивающих «идеалистическую методологию буржуазно-либеральных лингвистов дореволюционной России» и ориентирующихся на «современных буржуазных западно-европейских языковедов» были названы В. В. Виноградов, Г. О. Винокур, М. Н. Петерсон, участвовавший в работе над первым томом словаря, и В. Н. Сидоров. Завершение неподдержанной И. В. Сталиным дискуссии позволило составителям продолжить работу. В 1951 году были собраны материалы для первого тома словаря и создана главная редколлегия издания, в которую вошли В. В. Виноградов (ответственный редактор), С. Г. Бархударов, Д. Д. Благой, Б. В. Томашевский и С. М. Бонди.

## Фиксация словарного запаса
Всего в словарь было включено 21 191 слово. При исследовании словарного запаса составители пошли на исключение из объёма привлечённых текстов:
- написанных рукою Пушкина деловых бумаг, выписок, копий и других подобных материалов;
- текстов из раздела «Другие редакции и варианты» академического собрания сочинений — за исключением неоконченной X главы «Евгения Онегина»;
- материалов и выписок Пушкина к «Истории Петра», к «Заметкам при чтении „Описания земли Камчатки“ С. П. Крашенинникова» и некоторых других, а также собственных имён (кроме мифологических), географических наименований, слов в иноязычном написании, служебных слов, частиц и тому подобного[17].

По определению лексикографов «Словарь языка Пушкина» — первый отечественный фундаментальный моноязычный словарь, составленный по всему комплексу произведений писателя.
Историко-языковая направленность издания обусловлена уникальным вкладом А. С. Пушкина в развитие «общенародного, национального русского языка», в том числе, и за счёт использования широко начитанным поэтом актуальной иноязычной лексики, вносившей в литературный обиход новые понятия, отражавшие развитие русского общества в современной ему эпохе. В «Словарь языка Пушкина» были включены 1380 слов западноевропейского происхождения (около 6,5 % от общего числа слов). При этом распределение заимствований отражало языковую ситуацию в российском общества первой трети XIX века: галлицизмы — около 52 %, германизмы — около 40 %, англицизмы — около 3,6 %.

## Выход в свет
БЕЛОКАМЕННЫЙ (6) . Из белого камня.
Сей белокаменный фонтан,

Стихов узором испещренный,
 [Сооружен и изваян] С3 297.17.
!!То же, как постоянный эпитет Москвы.

Перед ними Уж белока́менной Москвы,
Как жар, крестами золотыми
Горят старинные главы. ЕО VII 36.2.
!б е л о к а м е н н а я  в знач. сущ. (Москва):
теперь опять еду в белокаменную. Пс 299.17.!

♦Ед.И. белока́менный: С3 297.17;
Р. белока́менной: ЕО VII 36.2 Ж1 245.24;
В. белокаменную: в знач. сущ. Пс 299.17;
П. белокаменной: Ж1 206.17 Пс 345.46.
Выпуск четырёхтомного «Словаря языка Пушкина» в Государственном издательстве иностранных и национальных словарей занял 5 лет (1956—1961):
- том 1: А — Ж (1956) — 808 с., тираж 30 000 экземпляров[24],
- том 2: З — Н (1957) — 896 с., тираж 25 000 экземпляров,
- том 3: О — Р (1959) — 1072 с., тираж 25 000 экземпляров,
- том 4: С — Я (1961) — 1048 с., тираж 19 000 экземпляров.

### Дополнения
Дополнением к словарю стал изданный в 1969 году сборник «Поэтическая фразеология Пушкина», включавший в себя работы филологов А. Д. Григорьевой и Н. Н. Ивановой, в которых на фоне эволюции литературного языка начала XIX века исследовались характерные для поэта фразеологические приёмы (перифразы, метафорические сочетания, поэтические символы и т. д.).
В 1982 году тиражом 6000 экземпляров в издательстве «Наука» был издан дополнительный том, озаглавленный «Новые материалы к словарю А. С. Пушкина», содержавший ещё 1642 слова из текстов первоначальных вариантов произведений.

### Структура словарной статьи
Словарная статья содержит следующую информацию: число появлений конкретного слова в текстах Пушкина, объяснение вариантов используемых автором значений этого слова и указания на встречающиеся в текстах его грамматические формы, цитируемые примеры из произведений, ссылки на тексты в полном собрании сочинений.

### Переиздание
К 200-летию со дня рождения поэта в издательстве «Азбуковник» было подготовлено исправленное переиздание словаря, давно ставшего библиографической редкостью. В новое издание были включены распределённые по соответствующим томам дополнения из «Новых материалов к словарю А. С. Пушкина» и «Приложения», помещённые в конце каждого тома и облегчающие читателям пользование справочным изданием.
Приложения к «Словарю языка Пушкина» (2-е издание). Т. 1

Приложение 1. Условные обозначения произведений Пушкина – с. 890
Приложение 2. Жанрово-хронологический порядок произведений Пушкина – с. 891
Приложение 3. Указатель стихотворений – с. 892-912
Приложение 4. Указатель сцен в «Борисе Годунове» и «Русалке» - с. 913
Приложение 5. Указатель к «Критике и публицистике» - с. 914-919
Приложение 6. Указатель писем – с. 920-935
Приложение 7. Указатель деловых бумаг и Dubia – с. 936
Приложение 8. Алфавитный указатель стихотворений – c. 937-973

## Оценка значимости
Н. В. Гоголь, считавший, что Пушкину по праву принадлежит звание русского национального поэта, писал о нём: «В нём, как будто в лексиконе, заключилось все богатство, сила и гибкость нашего языка. Он более всех, он далее всех раздвинул ему границы и более показал всё его пространство». В. Г. Белинский в статье «Русская литература в 1841 году», не только процитировал это мнение Гоголя, но и дополнил его словами: «Из русского языка Пушкин сделал чудо».
Известный филолог О. В. Творогов отмечал значение словаря для российской гуманитарной традиции: «Создание этого огромного труда явилось осуществлением давней мечты не только филологов, но и широких кругов русской интеллигенции … Необходима дальнейшая популяризация „Словаря“, чтобы к нему чаще могли обращаться учителя-словесники, писатели, журналисты, наконец, каждый вдумчивый читатель Пушкина». Педагог, доцент Брянского государственного университета им. И. Г. Петровского И. В. Осипова не только отмечала, что «Словарь языка Пушкина» представляет собой значимый «лексикографический памятник», но и разработала на примере работы с ним методику формирования на уроках русского языка языковых, лингвистических и коммуникативных навыков школьников.
Лингвист С. И. Гиндин писал о высоком научном уровне и культурном потенциале словаря. Лексикографы отмечали, что сводный словарь языка Пушкина — «гордость российской лексикографии» и «до сих пор является самым значительным из всех изданных у нас писательских словарных справочников».
По мнению доктора филологических наук Н. Л. Васильева Пушкинский словарь «не только масштабно и почти исчерпывающе отразил письменную речь классика, но и инициировал появление других писательских словарей, разнообразных по своей лексикографической стратегии».
Участники представительного научного семинара 16—17 декабря 2011 года, приуроченного к 50-летию выхода издания в свет, отметили, что «Словарь языка Пушкина» на годы вперёд определил «развитие отечественной лексикографии — и по глубине филологической проработки материала, и по уровню лексикографической технологии; он заложил традиции составления словарей языка других писателей».

## Перспектива развития словаря
Новым вкладом в авторскую лексикографию стало издание словарей крылатых слов и выражений Пушкина, составленных на основе специальной картотеки цитирований пушкинизмов в литературе, публицистике и прессе:
- Мокиенко В. М., Сидоренко К. П. Словарь крылатых выражений Пушкина. — СПб.:Фолио-пресс, 1999. — 752 с. — ISBN 5-288-02206-2 ISBN 5-7627-0122-0 (около 1900 выражений)
- Мокиенко В. М., Сидоренко К. П. Школьный словарь крылатых выражений Пушкина — СПб.: ИД «Нева», 2005. — 800 с. — ISBN 5-7654-4540-3 (более 3000 выражений).

Перспектива развития словаря связана с использованием преимуществ информационных технологий для создания его компьютерной версии, обеспечивающей возможность работы в рамках единой базы данных как с существующими словарными статьями, так и с новыми источниками расширения словарного запаса.

## Комментарии
1. ↑  Позднее были опубликованы полный словарь комедии «Горе от ума» А. С. Грибоедова (1894) и словарь сочинений и переводов Д. И. Фонвизина (1904)
2. ↑  Авторы предисловий к «Словарю языка Пушкина» В. В. Виноградов (1-е издание) и В. А. Плотникова (2-е издание) упоминали о том, что в 1870—1880-е годы осталась несостоявшейся попытка академика И. И. Срезневского начать работы по созданию такого словаря.
3. ↑  Материалы В. А. Водарского публиковались в выпусках журнала «Филологические записки» — 1901 года (VI), 1902 года (II, III, IV, V, VI), 1903 года (I, IV, V) 1904 года (I, II, III, IV, V, VI), 1905 года (I, II, V, VI) и охватывали слова от «автор» до «бить».
4. ↑  Г. О. Винокур писал, что в этом «издании впервые напечатан весь Пушкин, … впервые все тексты Пушкина без исключения в новом издании сверены буква в букву со всеми их первоисточниками» — Винокур Г. О. Орфография и язык Пушкина в академическом издании его сочинений: (Ответ В. И. Чернышеву) // Пушкин: Временник Пушкинской комиссии  / АН СССР. Ин-т литературы. — М.; Л.: Изд-во АН СССР, 1941. — Вып. 6. — С. 462—494.
5. ↑  Сокращения (для примера):
(6) — число употреблений слова
С3 297.17 — «Стихотворения» (том 3, с. 297, строка 17)
ЕО VII 36.2 — «Евгений Онегин», глава VII, строфа 36, стих 2
Пс 299.17 — «Письма», письмо 299, строка 17
Ж1 206.17 — критические, журнальные и автобиографические статьи и заметки (том 11, с. 206, строка 17)
Ед. И. — единственное (число), именительный (падеж)
Р. — родительный (падеж)
В. – винительный (падеж)
П. – предложный (падеж)
6. ↑  Современный уровень развития компьютерной лексикографии и лексикологии открывает возможность интеграции всего корпуса (без ранее сделанных исключений) авторских текстов и разработанного словаря в рамках системы программного обеспечения для устранения недочётов и выявления незафиксированных слов и вариантов — Суровцева Е. В. Анализ текстов А. С. Пушкина в свете составления полного электронного конкорданса писателя // Молодой учёный. — 2015. — № 22. — С. 958—961